# Halle 45

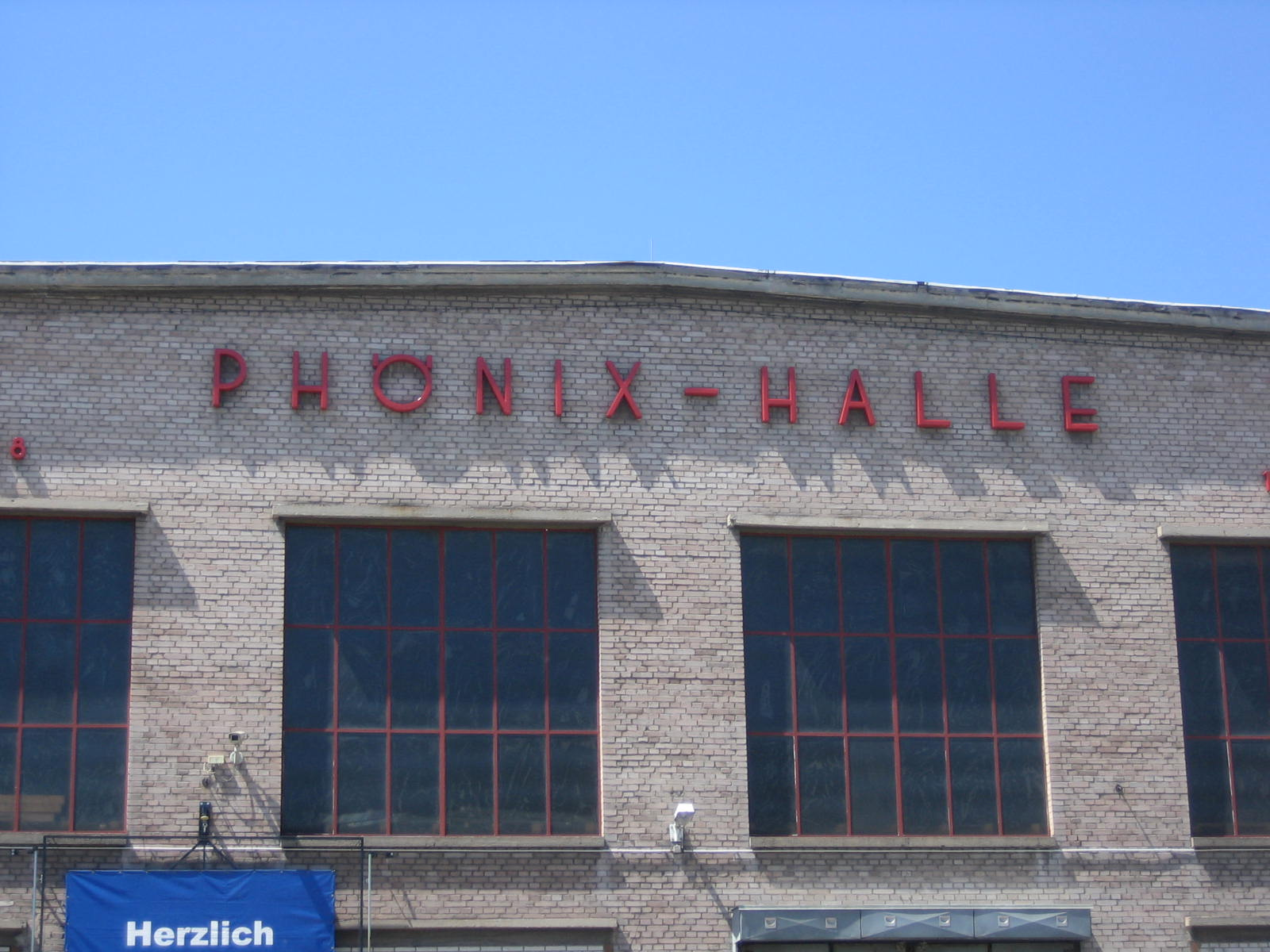
Phönix-Halle

Die Halle 45, bis Ende 2015 Phönix-Halle, wurde 1949 auf den Ruinen der 1944 zerstörten, ehemaligen Fabrikationsgebäude der Waggonfabrik Gebrüder Gastell, der späteren MIP Mainz Industries Panzerwerke, als Fabrikhalle für die Fertigung von Großfahrzeugen – Straßenbahnen, Bahnwaggons und Spezialfahrzeuge – in Mainz-Mombach errichtet. Der Name sollte daran erinnern, dass die industrielle Fertigung nach dem Krieg wie Phönix aus der Asche wieder erstand.

## Nutzung zwischen 1998 und 2015
Von 1998 bis Anfang 2015 wurde die Phönix-Halle als Konzert-, Veranstaltungs- und Ausstellungshalle genutzt. Sie verfügt über eine nutzbare Fläche von fast 5.000 m² und hat eine Deckenhöhe von 11,20 bis 12,50 m. Die Gesamtbreite beträgt 59,42 m und die Tiefe 80 m. Der für Veranstaltungen nutzbare Raum ist 23,5 m breit und geht über die gesamte Tiefe. Durch verschiedene Bestuhlungen – Stehkonzert, Stuhlkonzert, parlamentarisch, Bankett – konnten bis zu 3.000 Personen im Auditorium Platz finden. Die ausbaubare Tribüne umfasste 644 Sitzplätze.
Beim Start geholfen hatte der umfangreiche Umbau des Staatstheaters Mainz, das eine Ausweichspielstätte benötigte. In dieser Zeit fanden die Vorstellungen in der Phönix-Halle statt. Vom Konzert über Ballett bis hin zur Oper konnte das komplette Theaterprogramm in Mombach abgespielt werden. Die umfassende Beleuchtungs- und Beschallungstechnik des Staatstheaters blieb in der Halle. Mittlerweile war auch bekannt geworden, dass der Eltzer Hof in Mainz in das Landesmuseum integriert werden soll, so dass durchaus Bedarf für eine alternative Halle bestand.

## Veranstaltungen bis 2015
In der Halle fanden Kleinkunstveranstaltungen, Comedy, Theater, Musicals, Tanzshows, Tagungen, Messen und Musikveranstaltungen statt, unter anderem Konzerte von Fish, Götz Alsmann, Udo Jürgens, Helmut Lotti, Klaus Doldinger, Kollegah, Helge Schneider, BAP, aber auch lokale Ereignisse wie die Mainzer Comedy Night mit Mundstuhl und Tobias Mann, größere Events des Frankfurter Hofs oder des Unterhauses sowie Veranstaltungen der Mainzer Fastnacht.

## Entwicklung seit 2016
Anfang 2015 wurde die Phönix-Halle von einer neuen Betreibergesellschaft, der Halle 45 GmbH, übernommen. Da sich der bisherige Betreiber nicht von den Namensrechten trennen wollte, musste der Namen von Phönix-Halle in Halle 45 geändert werden. Der neue Name basiert auf der internen Hallennummer des Gebäudes (6345). Die Halle wurde vollständig entkernt und mit neuester Sicherheitstechnik ausgestattet. Durch ein Raumtrennungssystem, welches mit den historischen Kränen umgesetzt wurde, kann die Gesamtfläche von fast 5.000 m² individuell segmentiert und für die unterschiedlichsten Formate angepasst werden. Insgesamt belief sich die Investitionssumme auf 2,5 Mio. Euro.
Nach umfangreichen Umbauarbeiten steht die  Halle seit dem Frühjahr 2016 wieder für Veranstaltungen zur Verfügung. Tagungen und Kongresse, Konzerte und Theater, Produktpräsentationen, Messen und große Sportveranstaltungen werden seitdem umgesetzt. Neben der Haupthalle verfügt das Ensemble über 9 weitere Räume und Hallen. Die zugelassene Personenzahl für Veranstaltungen liegt bei 2.000.
2017 wurde die Halle um das „Auktionshaus“ ergänzt, in dem vorwiegend private Feiern durchgeführt werden. Das Business-Center Alte Waggonfabrik (BCAW) bietet umfangreiche Möglichkeiten für Tagungen in besonderer Atmosphäre.